# Yū Kamiya
榎宮 祐
Œuvres principales
- No Game No Life
- Clockwork Planet

Yū Kamiya (榎宮 祐, Kamiya Yū) de son vrai nom Thiago Furukawa Lucas, est un auteur et illustrateur brésilien de light novels, né le 10 novembre 1984 à Uberaba dans l'État du Minas Gerais. Il est connu pour être l'auteur de la série de light novels No Game No Life.